# In war and pieces
In War and Pieces es el decimotercer álbum de estudio de la banda de thrash metal alemán, Sodom. Fue lanzado el 19 de noviembre de 2010 en Alemania, el 22 de noviembre de 2010 en Europa y el 11 de enero de 2011 en los Estados Unidos.
El álbum fue lanzado en cuatro formatos:
- Digipak edition limitada con CD extra en directo, incluyendo 10 pistas (Wacken,25 aniversario 2007)
- LP doble en vinilo gatefold rojo sangre con una pista adicional ("Murder One")
- La versión estándar
- Descarga

## Lista de temas
| In War and Pieces |                                  |          |  |
| N.º               | Título                           | Duración |  |
| 1.                | «In War and Pieces»              | 4:11     |  |
| 2.                | «Hellfire»                       | 3:07     |  |
| 3.                | «Through Toxic Veins»            | 4:43     |  |
| 4.                | «Nothing Counts More Than Blood» | 3:49     |  |
| 5.                | «Storm Raging Up»                | 5:08     |  |
| 6.                | «Feigned Death Throes»           | 3:59     |  |
| 7.                | «Soul Contraband»                | 3:50     |  |
| 8.                | «God Bless You»                  | 5:10     |  |
| 9.                | «The Art of Killing Poetry»      | 4:38     |  |
| 10.               | «Knarrenheinz»                   | 3:37     |  |
| 11.               | «Styptic Parasite»               | 5:13     |  |
| 47:25             |                                  |          |  |

## Personal

### Sodom
- Tom Angelripper - Voz, bajo
- Bernemann - Guitarra
- Bobby Schottkowski - Batería

### Producción
- Waldemar Sorychta - Productor
- Eliran Kantor - Obras de arte